# Mrazovčevke
Mrazovčevke (lat. Colchicaceae), biljna porodica u redu ljiljanolike, koja je dobila ime po otrovnom biljnom rodu mrazovac (Colchicum). Uz rod mrazovac od poznatijih rodova su i veličanstvena kruna ili glorijoza (Gloriosa), uvularija (Uvularia), vurmbe (Wurmbea) i sandersonija (Sandersonia). Ukupan broj vrsta mrazovčevki je preko 280.

## Opis
Vrste u Colchicaceae su višegodišnje biljke koje rastu iz bulbotubera ili rizoma. Listovi mogu rasti izravno iz tla ili naizmjence duž stabljike. Listovi imaju paralelne žile koje idu uzdužno duž oštrice i nenazubljene (cijele) rubove. Cvjetovi imaju dijelove koji nose pelud i dio koji nose ovule, trodijelni su i raspoređeni su pojedinačno na kraju grane ili rastu direktno iz zemlje. Ima 6 tepala, koji mogu ali ne moraju biti srasli zajedno pri bazi i raspoređeni su u 2 verticila od 3. Ima 6 prašnika. Postoje 1 ili 3 stila. Plod je čahura koja oslobađa svoje sjemenke kada sazrije. Vrste iz ove porodice prije su se smatrale dijelom Liliaceae.

## Tribusi i rodovi
1. Anguillarieae D.Don
  1. Baeometra Salisb. ex Endl.  (1 sp.)
  2. Wurmbea Thunb.  (54 spp.)
2. Burchardieae J.C.Manning & Vinn.
  1. Burchardia R.Br. (5 spp.)
3. Colchiceae Rchb.
  1. Colchicum L. (119 spp.)
  2. Gloriosa L. (2 spp.)
  3. Hexacyrtis Dinter (1 sp.)
  4. Ornithoglossum Salisb. (9 spp.)
  5. Sandersonia Hook. (1 sp.)
4. Iphigenieae Hutch.
  1. Camptorrhiza Hutch.  (1 sp.)
  2. Iphigenia Kunth (11 spp.)
5. Tripladenieae Vinn. & J.C.Manning
  1. Kuntheria Conran & Clifford  (1 sp.)
  2. Schelhammera R.Br. (2 spp.)
  3. Tripladenia D.Don (1 sp.)
6. Uvularieae A.Gray ex Meisn.
  1. Disporum Salisb.  (24 spp.)
  2. Uvularia L. (5 spp.)

Bivši rodovi:
1. Littonia Hook. (7 spp.)